# قصر سنحاريب
قصر سنحاريب هو قصر قديم وجدت آثاره في تل قوينجق في محافظة نينوى شمال العراق.

## نبذة
يعد القصر أحد القصرين اللذان تم اكتشافهما في الموقع وهو القصر الجنوبي الغربي وبناه الملك سنحاريب (704-681 قبل الميلاد) ، والقصر الشمالي الذي بناه حفيده آشور بانيبال (668-630 / 627 قبل الميلاد)، كلاهما خلفا نقوشاً جدارية بارزة ذات جودة فنية عالية، وكذلك اكتشفت فيهما الآلاف من الرقم المسمارية، معظمها من مكتبة آشور بانيبال.

## التاريخ
حينما هجر سنحاريب عاصمة أبيه الجديدة دور شروكين واتخذ نينوى عاصمة له في وقت مبكر من عهده، ونقل كل ما يُمكن نقله من دور شروكين إلى نينوى، وأنشأ للأخيرة أسوارًا عظيمة فيها خمسة عشر بوابة مثلما زرع فيها الحدائق والمتنزهات وأقام القناطر والقنوات وقنوات الري، إضافة إلى توسيعه إياها وتطويره لمبانيها. وقد كان لقصر سنحاريب في نينوى ثمانين غرفة حتى أنه أطلق عليه لقب «القصر الذي ليس له مثيل» وهو نفس اللقب الذي أطلقه أبيه على قصره في دور-شروكين.
كان «القصر الذي ليس له مثيل» جديرًا بلقبه؛ إذ كان أعظم بناء في ربوع العراق في وقته، ويصفه الباحث ستيفن بيرتمان بقوله: «كان طول محور البناية الرئيسي 0.5 كم، وفيها رواق من الأعمدة البرونزية الصلبة تستند على ظهور أسود وثيران برونزية قوية، ويزِن كل منها نحو 43 طنًا. أما في الداخل فقد زُيِّن القصرُ بنقوش منحوتة تُظهر الملك وهو يُقيم النُصُب العظيمة أو يخوض القتال ضد أعداء بلاد آشور» .
ووصفه كريستوفر سكار:
احتوى قصر سنحاريب على كل التجهيزات الاعتيادية لمبنى سكني آشوري مهم؛ كالتماثيل الحامية العظيمة والمنحوتات الحجرية البديعة (أكثر من 2000 لوحة منحوتة في 71 غرفة)، وكانت حدائقه فريدة.

## الأبحاث
يقترح بحث جديد أجرته عالمة الآشوريات البريطانية ستيفاني دالي أن هذه الحدائق هي الجنائن المعلقة الشهيرة؛ إحدى عجائب الدنيا السبع. كان الكتّاب قد وضعوا الجنائن المعلقة في بابل، لكن البحث المكثف فشل في العثور على آثارها هناك، أما سجل سنحاريب الفخور بحدائق قصره بنينوى فيوافق ما ورد عن الجنائن المعلقة في تفاصيل مهمة عديدة.